# Roubená stavba

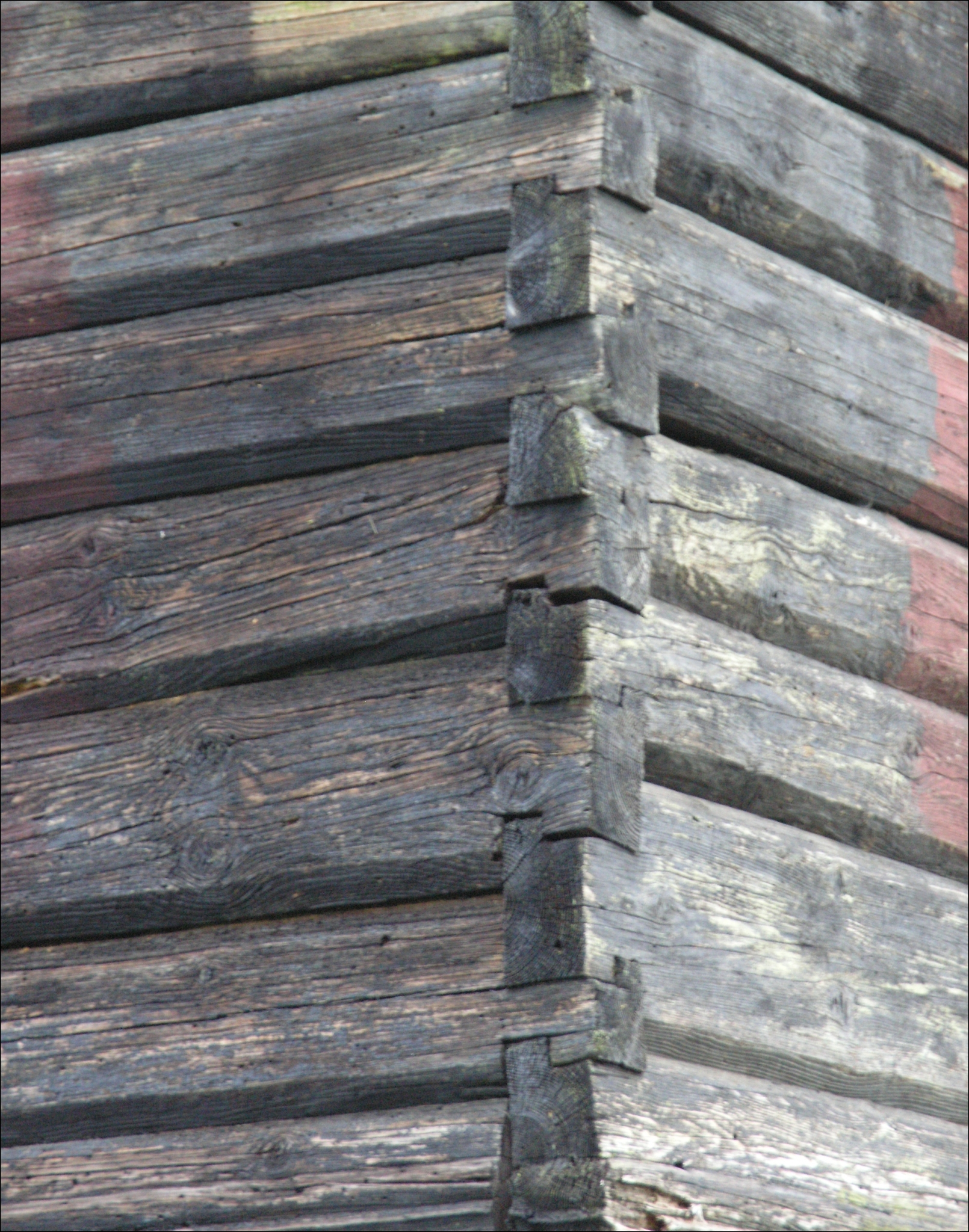
Detail roubené stavby – roubení na zámek

Roubená stavba (též roubenka) je stavba, jejíž stěny jsou zbudovány technikou roubení. Trámy, kladené vodorovně na sebe, jsou v rozích spojovány různými typy tesařských vazeb. Původně se používaly kmeny neotesané nebo přitesávané jen mírně, až později se prosadily trámy hraněné, zaručující lepší soudržnost stavby. Typickým prvkem roubených staveb je hliněný výmaz ve spárách mezi trámy, který byl na povrchu opatřován vápenným nátěrem. Typem roubeného domu menších rozměrů zpravidla bez výmazu ve spárách je srub.
Roubení je jednou z nejstarších technologií dřevěných stavebních konstrukcí, která je preferována i v moderní výstavbě. Mezi její přednosti patří poměrně slušná tepelná izolace (a z toho vyplývající energetická nenáročnost stavby) nebo ekologičnost. Mezi nevýhody se dá v porovnání se zděnými konstrukcemi zařadit poměrně nízká trvanlivost a vyšší náklady na výstavbu.

## Konstrukce
Roubení se v zásadě provádí kladením neopracovaných kmenů, nebo hraněných či polohraněných trámů na sebe ve vodorovném směru, čímž se vytváří nosná stěna. Stabilita konstrukce se řeší provázáním jednotlivých prvků v rozích stavby. To je řešeno několika způsoby. Nejjednodušší způsob je vazba pomocí přesahů. Tím se v rozích budovy vytvoří zhlaví, které je pro tyto stavby typické, především pro lidovou architekturu využívající tuto technologii. Pro zajištění stability konstrukce může být zhlaví doplněno ještě o svislé kůly zaražené do země.
Další způsob přeplátování trámů v rozích je vazba tzv. na rybinu, neboli spojení dvou trámů pomocí lichoběžníkového (rybinového) plátu (čepu) zaústěného do vybrané plochy druhého trámu. Přesahující konec trámu svým tvarem připomíná rybí ocas. Šikmé seříznutí zabezpečuje trámy proti vybočení. V období středověku již byla konstruována hladká nároží bez přesahů, kdy je ale nutné konstrukčními úpravami zajistit stabilitu konstrukce.
Dalším způsobem roubení je roubení na zámek (viz obrázek).
Jednou z nevýhod při stavbě těchto konstrukcí jsou odlišné rozměry jednotlivých trámů, které se eliminují vzájemným prostřídáním trámů při pokládce. Vzhledem k tomu, že se dřevo řadí mezi ortotropní materiály, tzn. že klade v různých směrech namáhání různý odpor, dochází časem díky působení tíhy konstrukce k postupnému slehávání trámů, což je dobře viditelné většinou na historických roubených stavbách. Při pohledu na ně je vidět jejich postupné slehávání směrem od pevného zděného jádra, které nejčastěji tvoří topeniště a komín.
V minulosti byla do spár mezi trámy kladena mechová nebo slaměná výplň a na ni byla uložena jílovitá hlína, do níž byly přidávány zvířecí chlupy, lněné a konopné pazdeří nebo vlákna z kopřivových stonků. Hliněný výmaz spár byl na povrchu urovnán, vyhlazen a opatřen vápenným nátěrem (čistě bílým, nebo blankytně modrým). Nátěr byl pravidelně obnovován, a tak vznikala několik milimetrů silná vrstva postupně se odlupujících nátěrů.

## Materiály roubených stěn

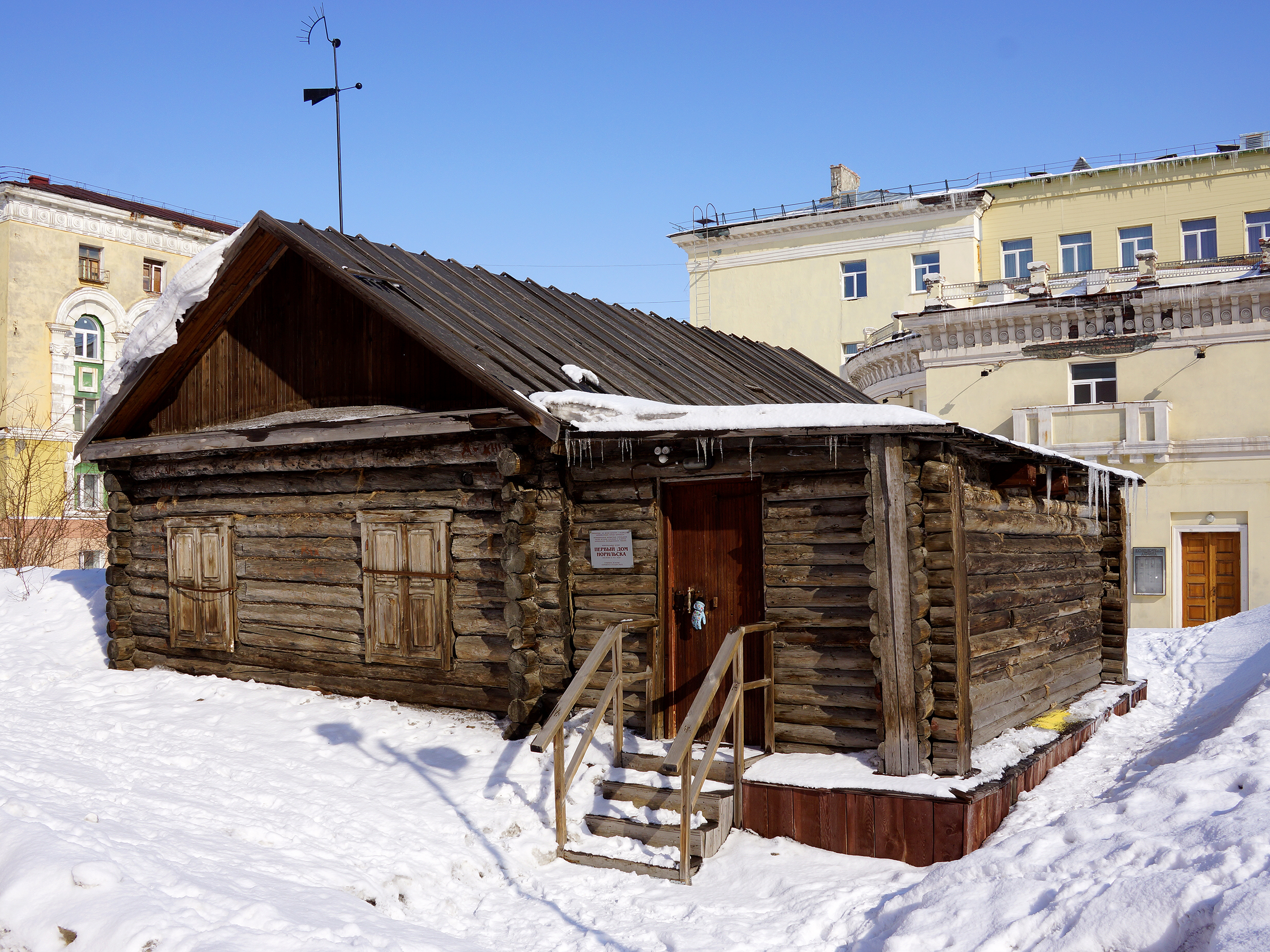
Nejstarší dům v sibiřském Norilsku

Materiál používaný na konstrukce roubených stěn je dřevo. Nejčastěji se používají jehličnaté dřeviny, vzhledem k jejich poměrně krátké době růstu oproti listnatým dřevinám. Doba růstu jehličnatých dřevin se pohybuje okolo 80 až 100 let, doba růstu listnatých dřevin je 120 až 150 let. Naproti tomu mají listnaté dřeviny poměrně lepší mechanické vlastnosti než jehličnany. Z jehličnatých dřevin se využívá především smrkové dřevo, dále pak jedle, borovice, modřín a další. Z listnatých dřevin se využívá především dub. Ostatní se používají především na truhlářské práce a spojovací prostředky.
Ve většině případů se v českých zemích na stavbu používalo dřevo smrkové. Výjimkou v tomto je nejspodnější, tzv. prahový trám, který byl často dubový (lépe odolává povětrnostním podmínkám, na suchu vydrží až 700 let a ve vodě je jeho životnost prakticky neomezená) a zpravidla umisťovaný na kamennou podezdívku. Dřevěné trámy bývaly na povrchu konzervovány tzv. volskou krví (tmavě červená, hnědá až černohnědá směs hovězí krve a vápenného mléka). V současné době je tato problematika řešena vhodnou ochranou dřeva, jako nátěry a impregnacemi.

## Vlastnosti roubených staveb
Tepelné vlastnosti roubené dřevostavby se liší od vlastností staveb z těžkých stavebních hmot jako je beton a cihly, i od vlastností lehkých montovaných staveb. 

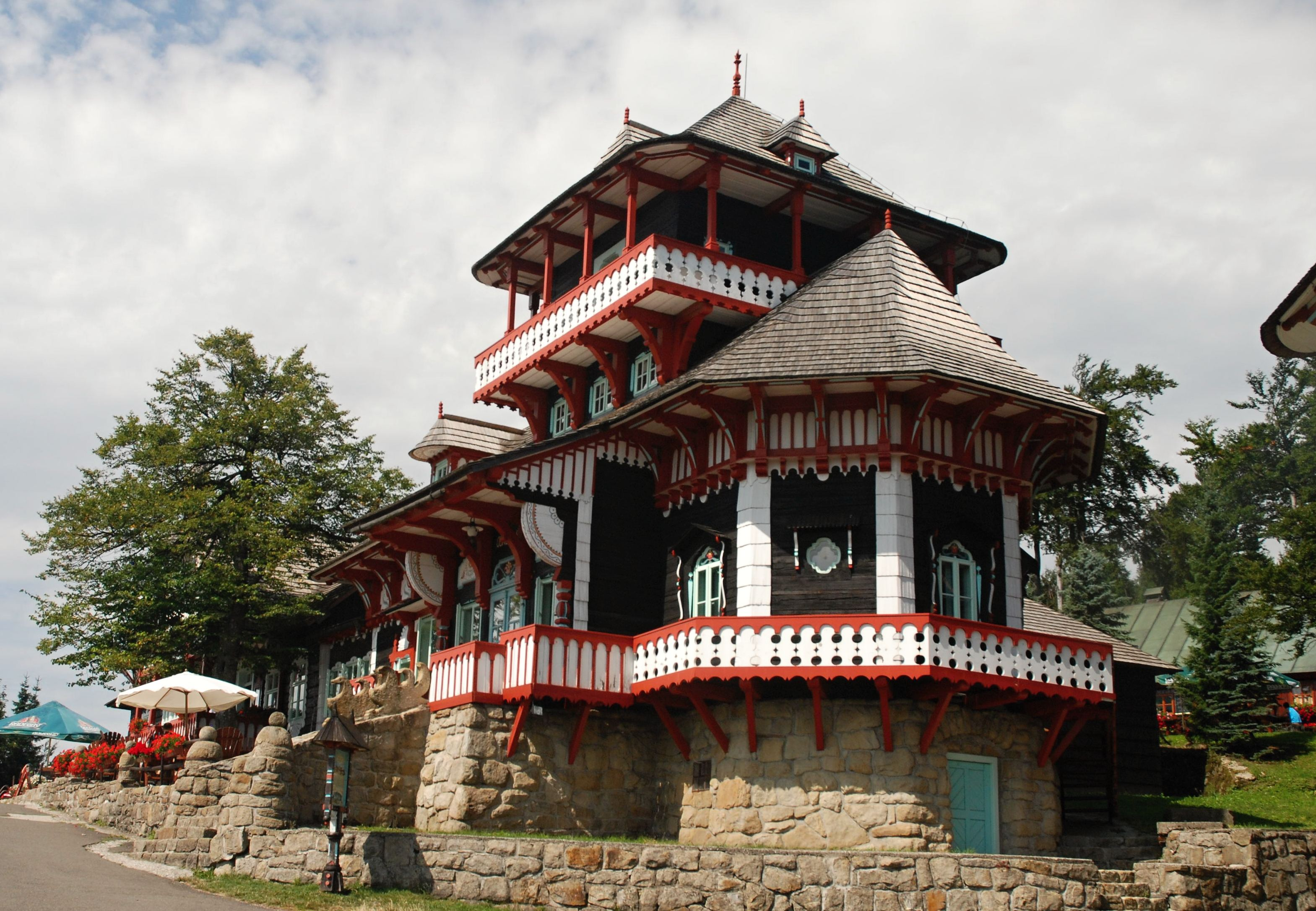
Chata Libušín v areálu beskydských Pusteven v létě 2012

Dřevo má přibližně stejnou schopnost akumulovat teplo jako stejný objem betonu, a proto je roubená konstrukce v podstatě vysoce tepelně akumulační. Na rozdíl od betonu má ale dřevo přibližně 10krát menší tepelnou vodivost, takže se teplem nabíjí (akumuluje) respektive vybíjí (vyzařuje) ve srovnání s betonem velmi pomalu. Po zapnutí vytápění se v roubené stavbě tedy rychle ohřeje pouze tenká povrchová vrstva a teprve později se postupně teplem dobíjí zbylá dřevní hmota. Za předpokladu, že roubená konstrukce má dostatečný tepelný odpor (nebo součinitel prostupu tepla), lze pro vytápění použít menších tepelných výkonů s rychlou reakcí. Toho lze využít při kvalitním programovatelném řízení vytápění objektu. Neprojevuje se setrvačnost – těžkopádnost tolik typická pro zděné stavby.
U dřevěných rekreačních objektů je tato vlastnost zvláště výhodná (doba, za kterou se dřevěná budova vyhřeje, je velmi krátká oproti zděné budově). Roubená konstrukce nabitá teplem, na rozdíl od lehkých montovaných staveb, ale odevzdává teplo po vypnutí otopné soustavy zpět do vnitřního prostoru. Příznivé rozložení teplot v prostoru, vyšší povrchové teploty stěn a stropů a tedy možnost vytápět na celkovou nižší teplotu výrazně snižuje náklady na vytápění. Pokud nejsou tepelné ztráty stavby velké (případ nízkoenergetických domů), pak roubená konstrukce přispívá ke stabilizaci vnitřní teploty podobně jako betonová.

## Roubení v lidové architektuře
Vzhledem k tomu, že dřevo bylo v minulosti jedním z nejdostupnějších stavebních materiálů, uplatnilo se především při stavbě venkovských stavení. Nejdříve se tato konstrukce uplatnila v krajích s dostatkem jehličnatých lesů, nejstarší stavba tohoto typu pochází, podle archeologických nálezů, z doby bronzové, z území dnešního Německa a Švýcarska.

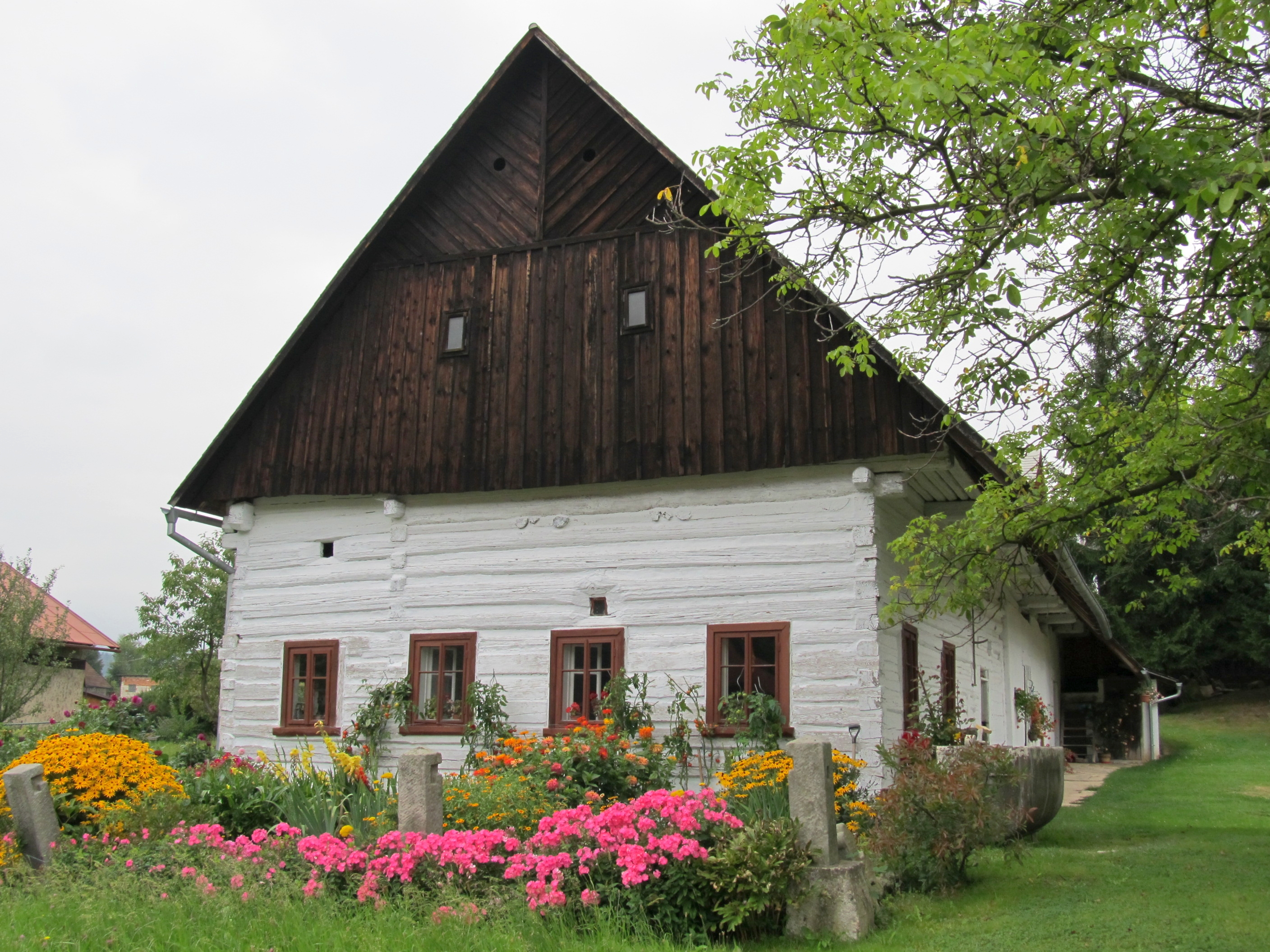
Nejstarší roubenka ve východních Čechách, dům čp. 53 ve Rtyni v Podkrkonoší z poloviny 16. století

Přestože se používání této konstrukce nedá zařadit do jednoho vývojového období, velký rozvoj prodělalo roubení ve středověku (zejména ve 14. st.), kdy se hojně uplatnilo při výstavbě venkovských sídlišť. Právě díky tomuto rozvoji se již v daném období objevuje mnoho druhů řešení nosné konstrukce i dekorativních prvků, tak získává každá roubená stavba svůj osobitý vzhled korespondující s lokalitou, ve které se nachází.
Řešení nosné konstrukce je prováděno buď tradičně vodorovným kladením trámů či kuláčů na sebe, nebo je použit tzv. roubený věnec, neboli nízké roubení ze dvou až pěti trámů, umístěné nad přízemím. Má nosnou funkci a zpevňuje stavbu, nejzřetelněji je vidět nad zděnou konstrukcí, kdy díky materiálové odlišnosti ve stavbě poměrně dobře opticky vyniká. Roubený věnec je architektonický prvek typický především pro domy z oblasti Chebska. V přízemí se často konstruovala i tzv. podstávka, neboli svislé sloupky tvořené hranolovými trámy, nesoucími vaznici (ližinu). Na podstávku bývá umístěna další nosná konstrukce, nebo třeba pavlač. Jsou-li sloupky umístěny v prostoru zdiva, je prostor mezi nimi vyplněn nejčastěji dřevěnou stěnou prolomenou okny. Jeden ze způsobů stavění, který pravděpodobně vznikl z této konstrukce je tzv. hrázdění, neboli nosná konstrukce tvořená dřevěnými trámy s prostory vyplněnými hlínou.
Domovní štíty jsou také řešeny různými způsoby, často jsou vyplněny svislými prvky, nebo jsou provedené jako tzv. roubená klenba, nebo z estetických důvodů jako lomenice, což je v podstatě štít provedený z různě skládaných prken.
Nejstarší dochovanou roubenkou v Čechách je památkově chráněný dům čp. 53 ve Rtyni v Podkrkonoší postavený patrně v letech 1547 až 1548. Typické roubené stavby lidové architektury se nacházejí na mnoha místech České republiky, zejména v příhraničních oblastech.
Ojedinělým typem roubené stavby na území České republiky je Volarský dům alpského typu, který začali ve Volarech a okolí budovat přistěhovalci z Tyrolska na začátku 16. století.
Čeští exulanti si postavili v roce 1687 roubený kostelík ve Wespen, dnes je tato stavba jediná svého druhu v Německu.

## Ukázky roubených staveb v Česku

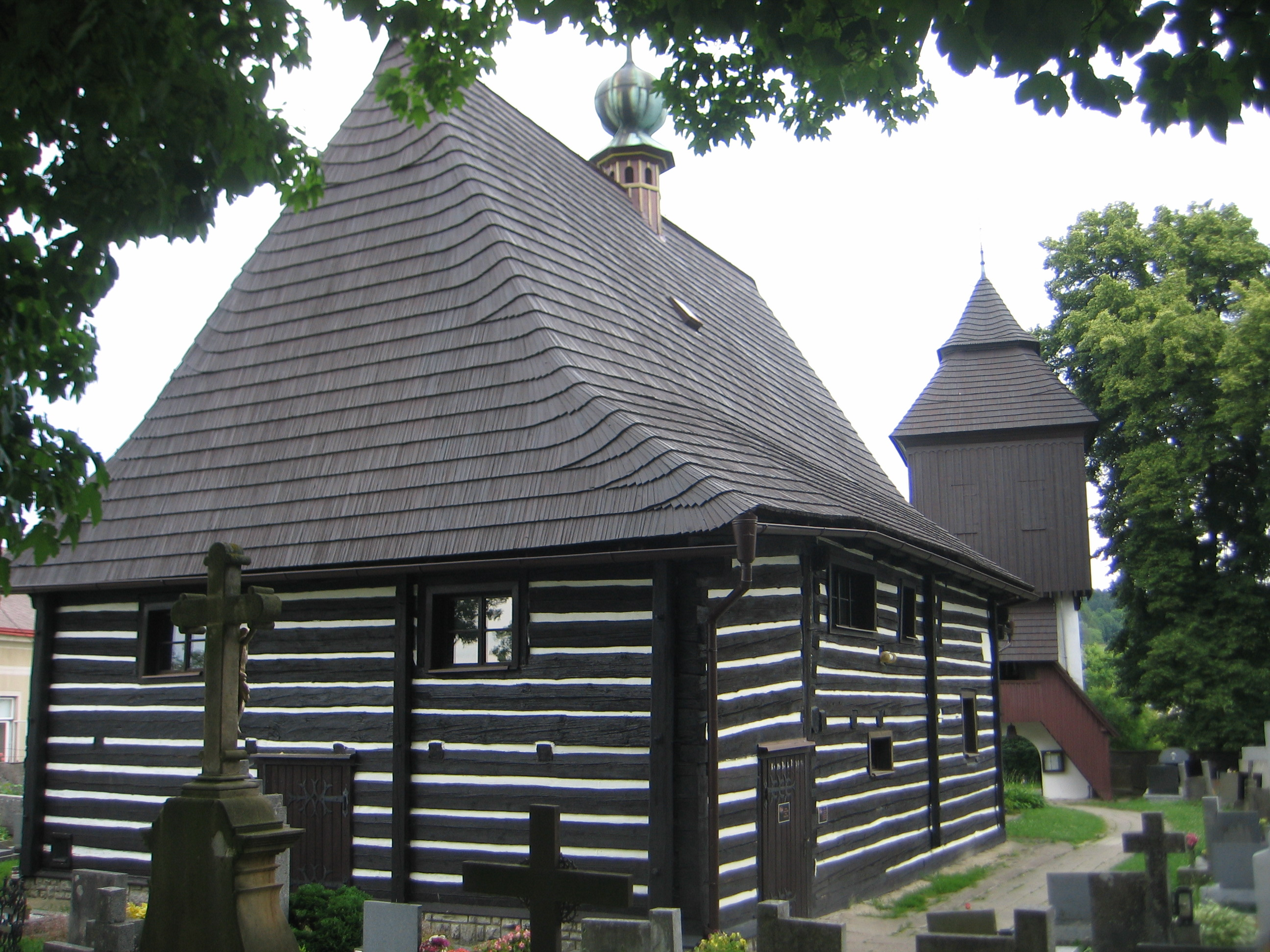
Kostel ve Slavoňově u Nového Města nad Metují
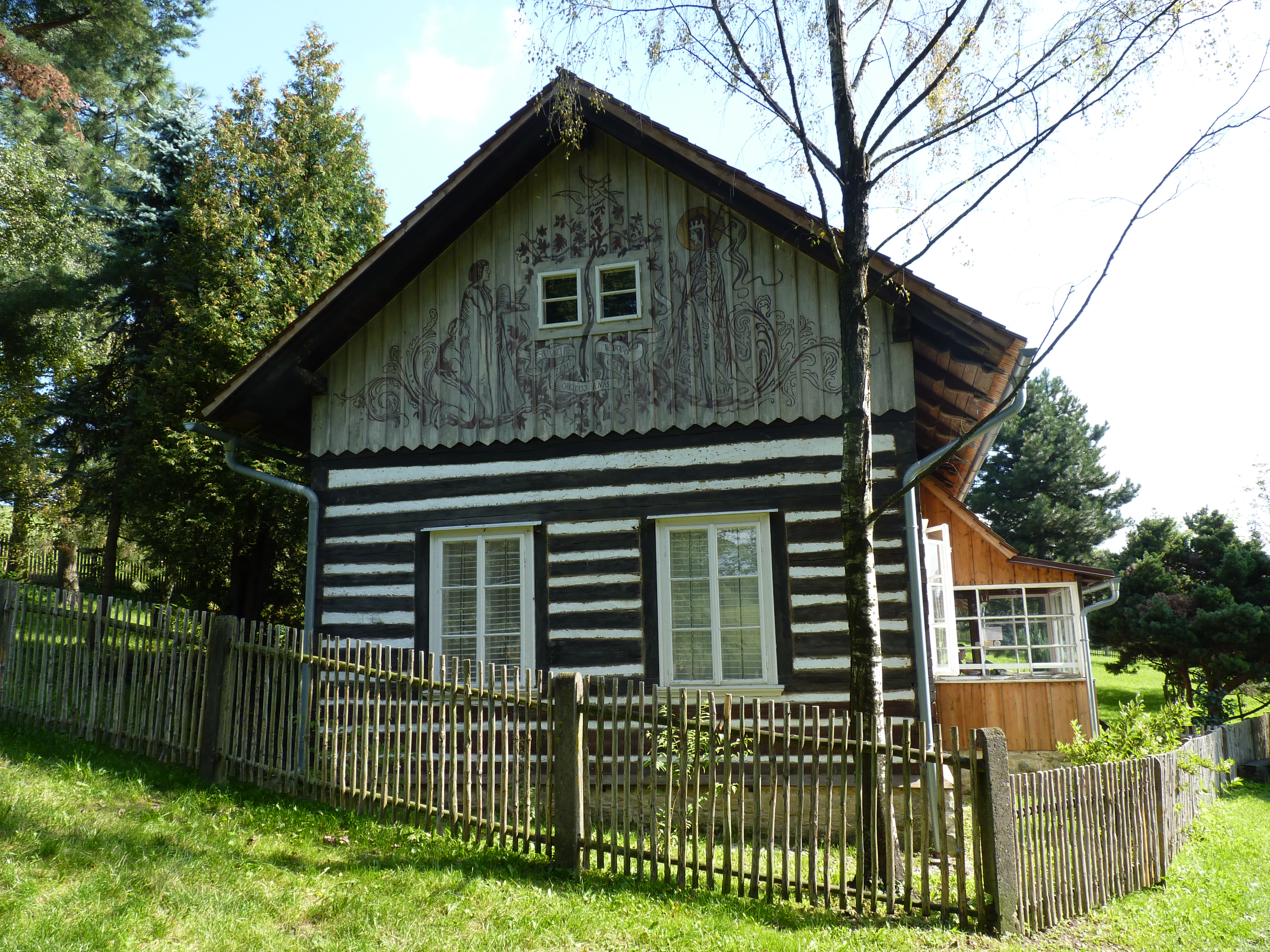
Chalupa Maxe Švabinského v Kozlově u České Třebové
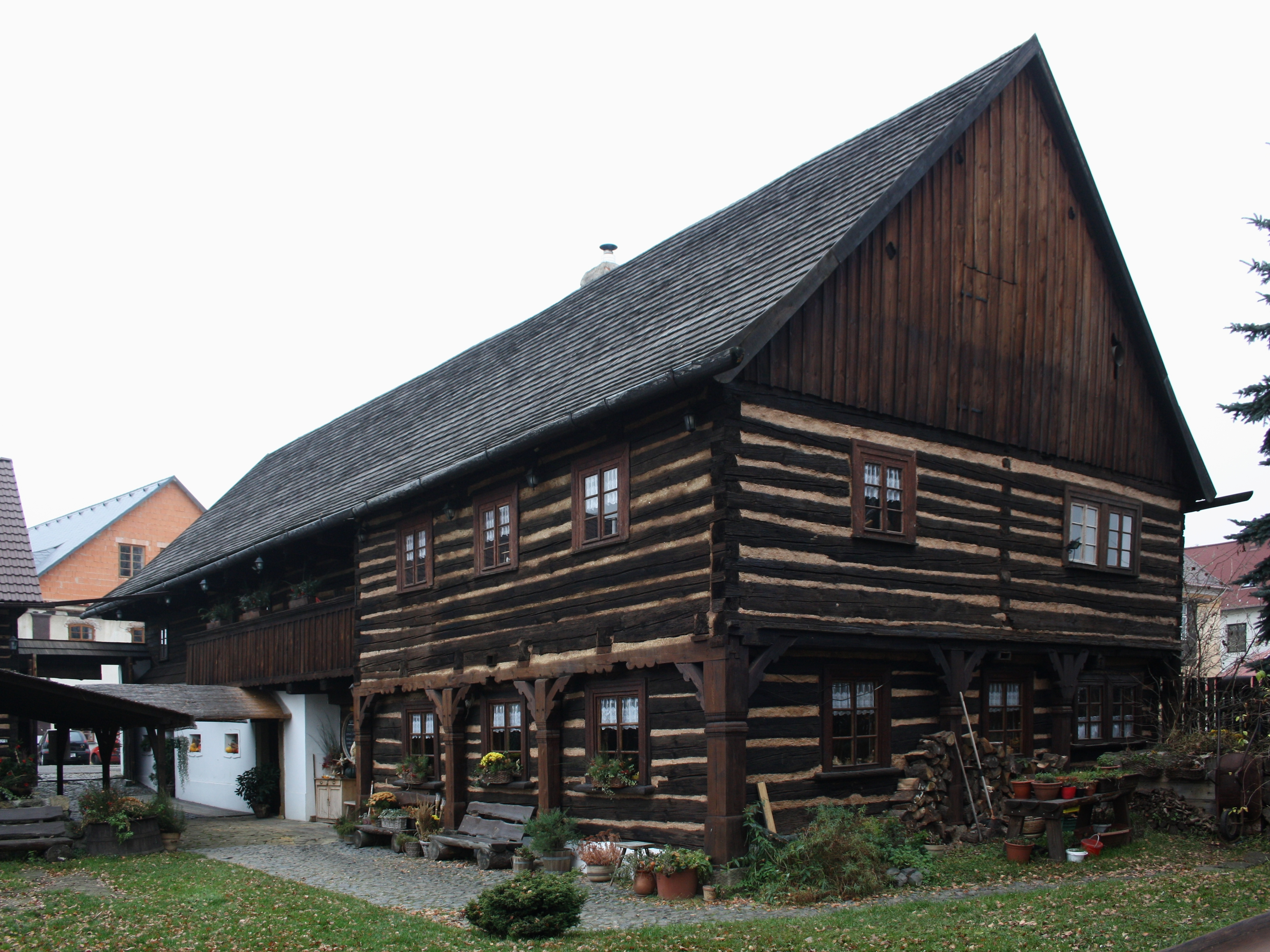
Jestřebí čp. 13 (okres Česká Lípa)
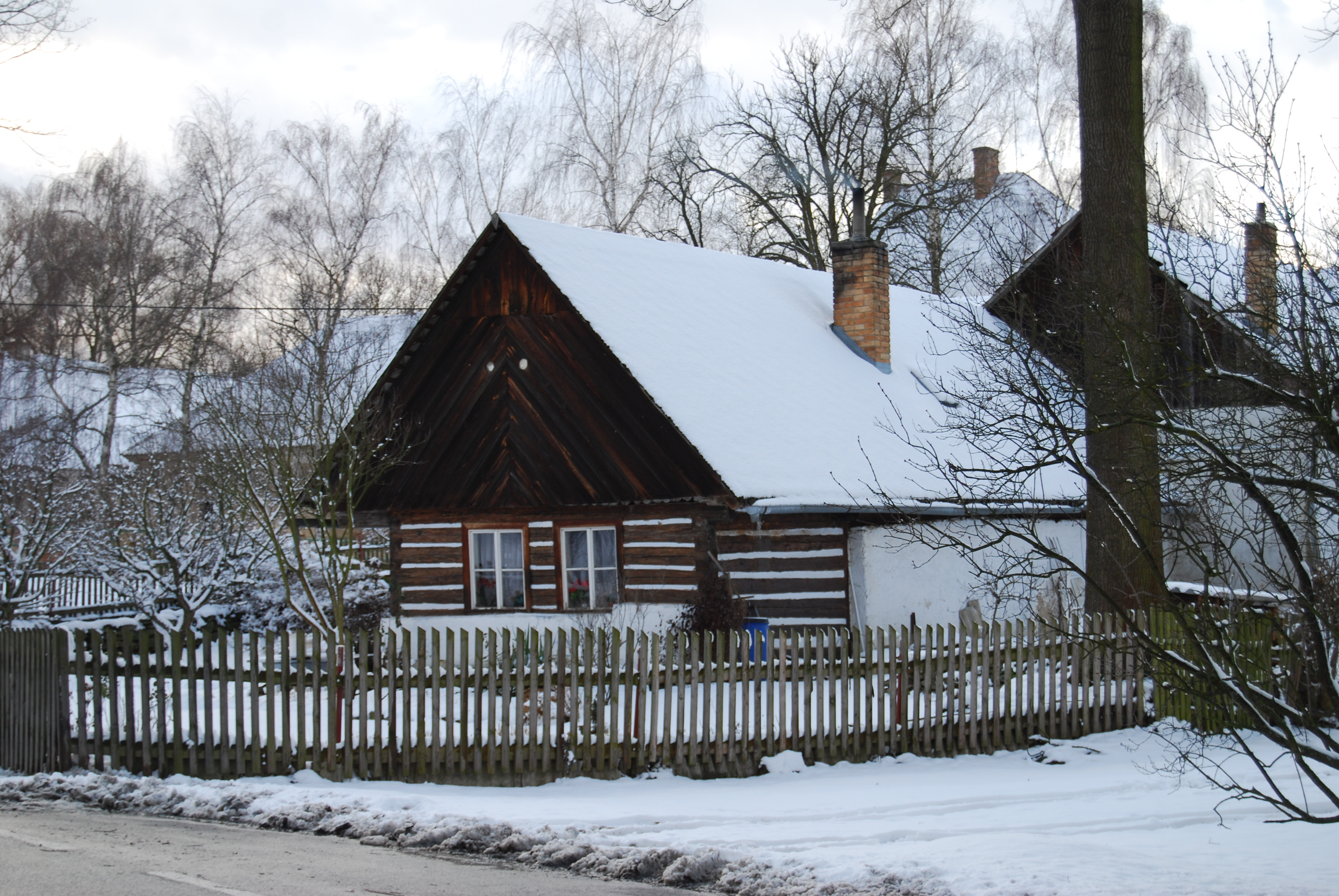
Roubenka ve Svatkovicích v okrese Písek
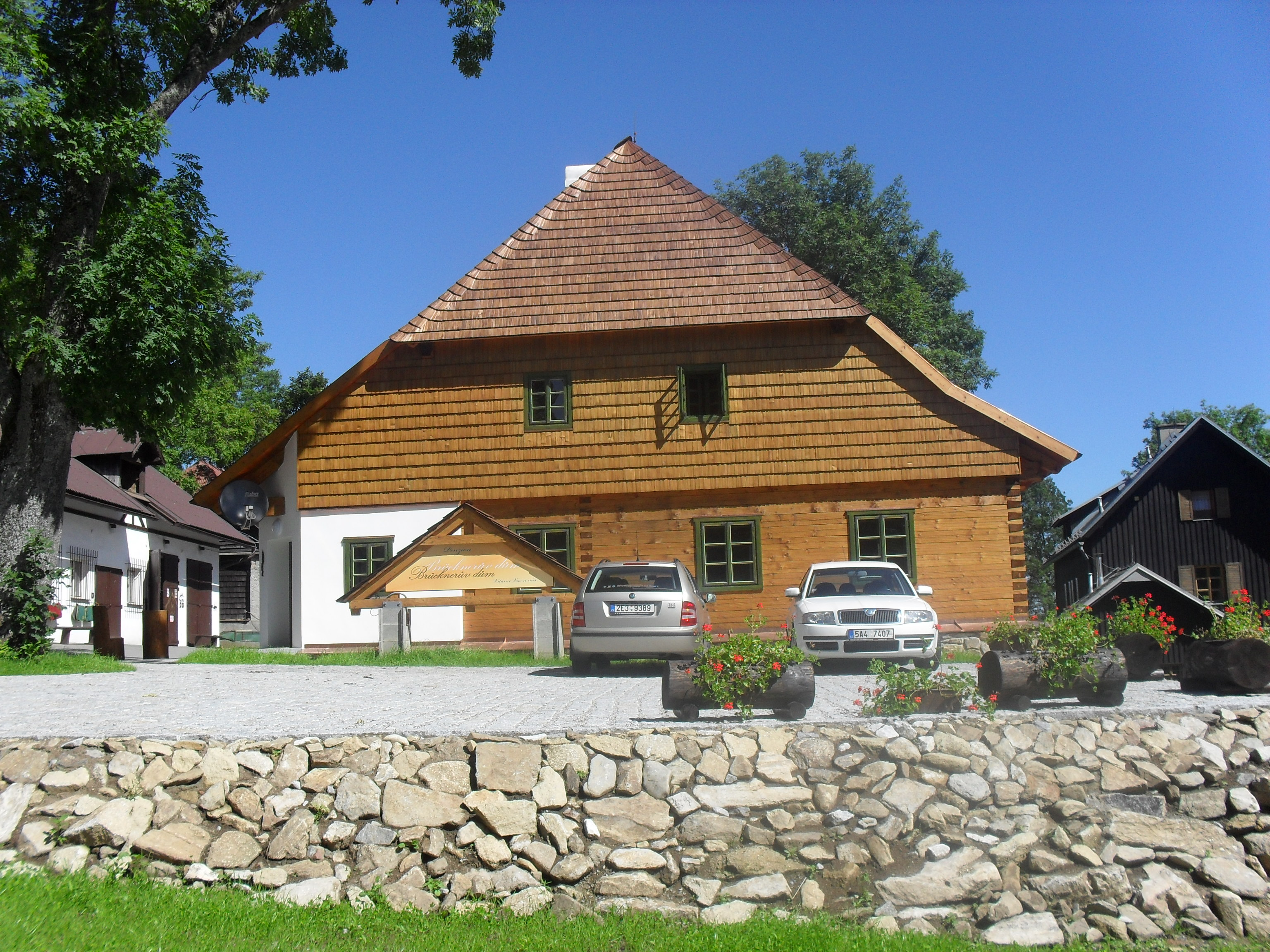
Penzion Brücknerův dům v Prášilech na Šumavě
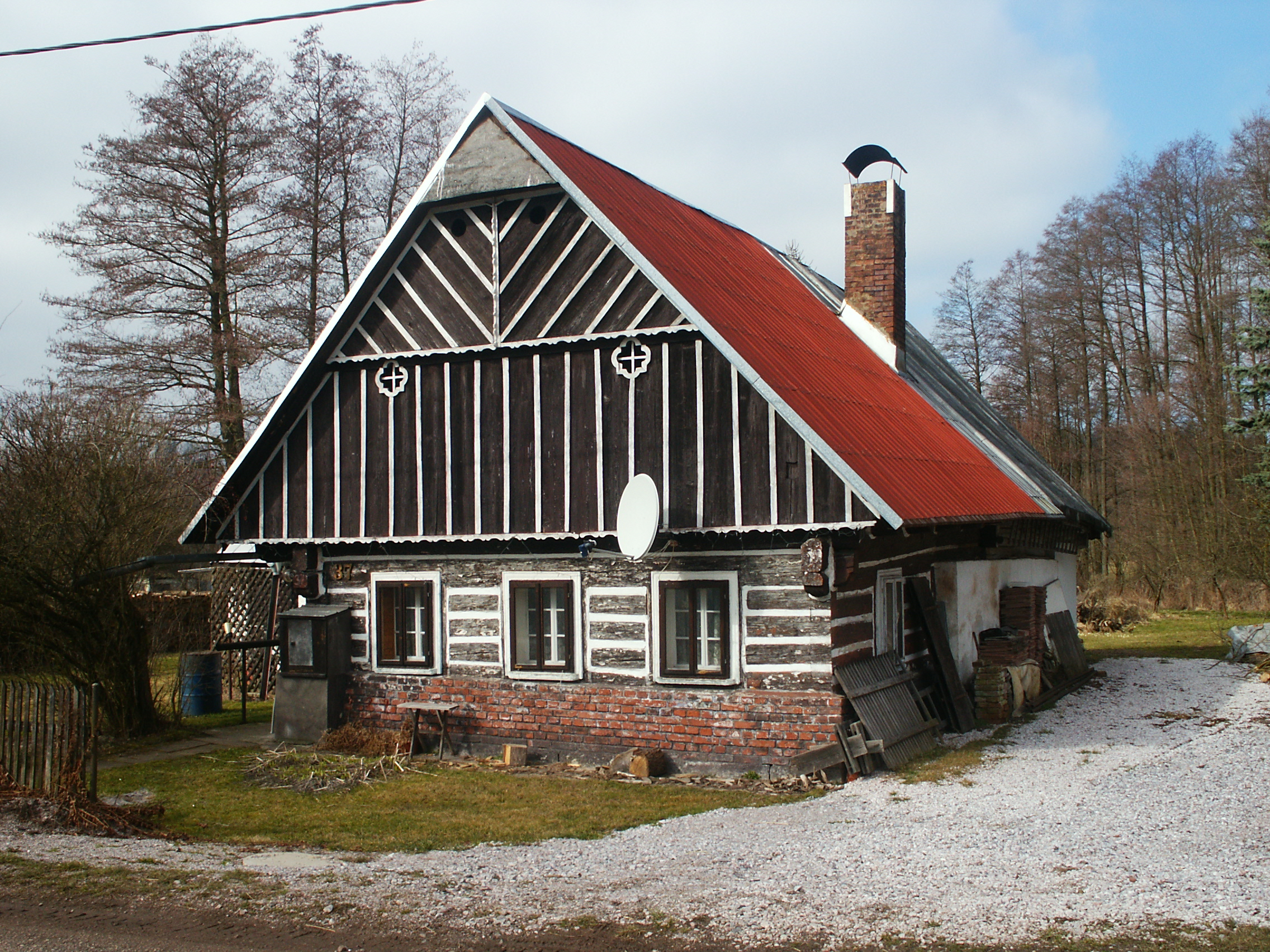
Chalupa ve vsi Fořt, Černý Důl v Krkonoších
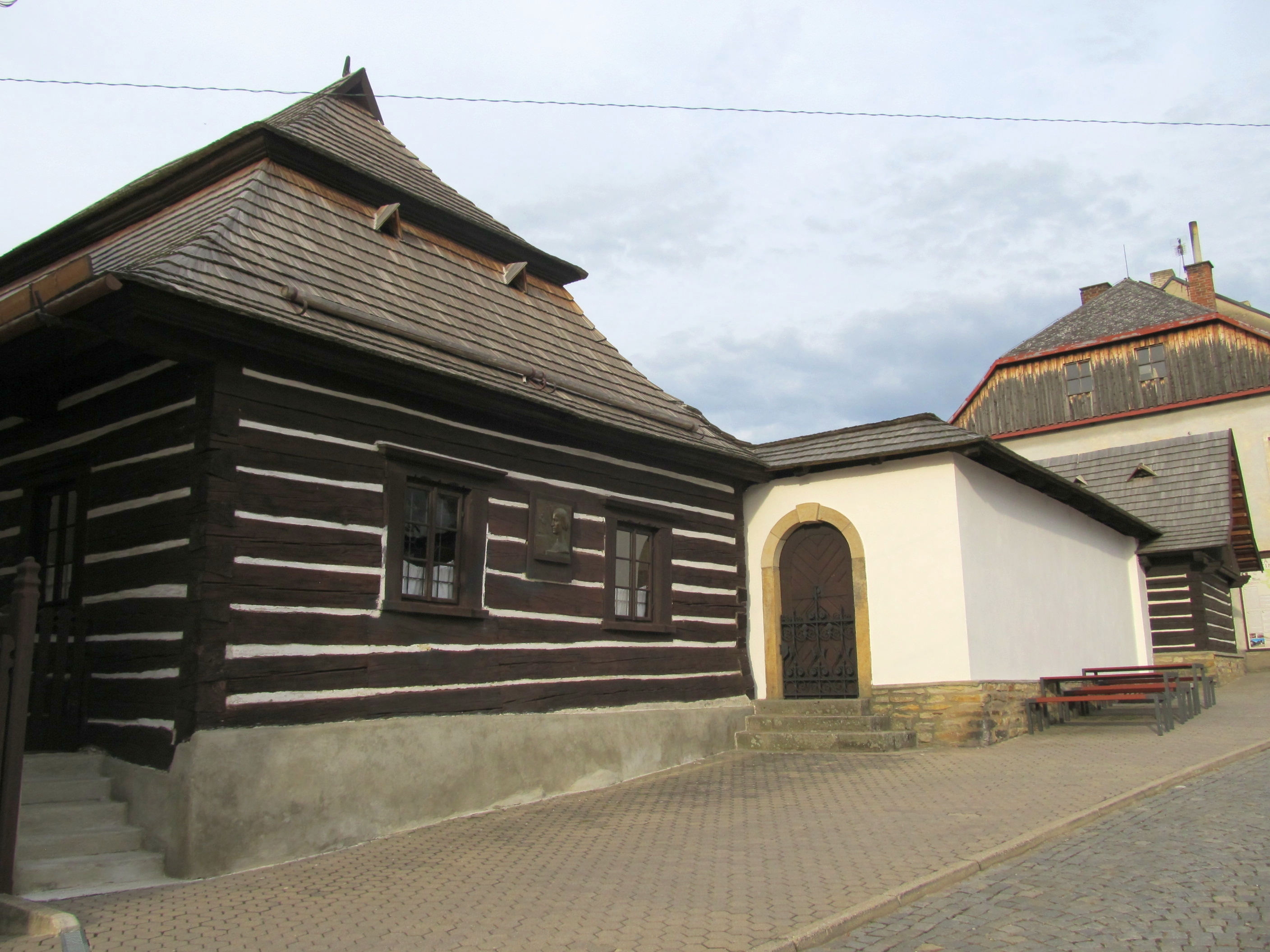
Škola Boženy Němcové v České Skalici
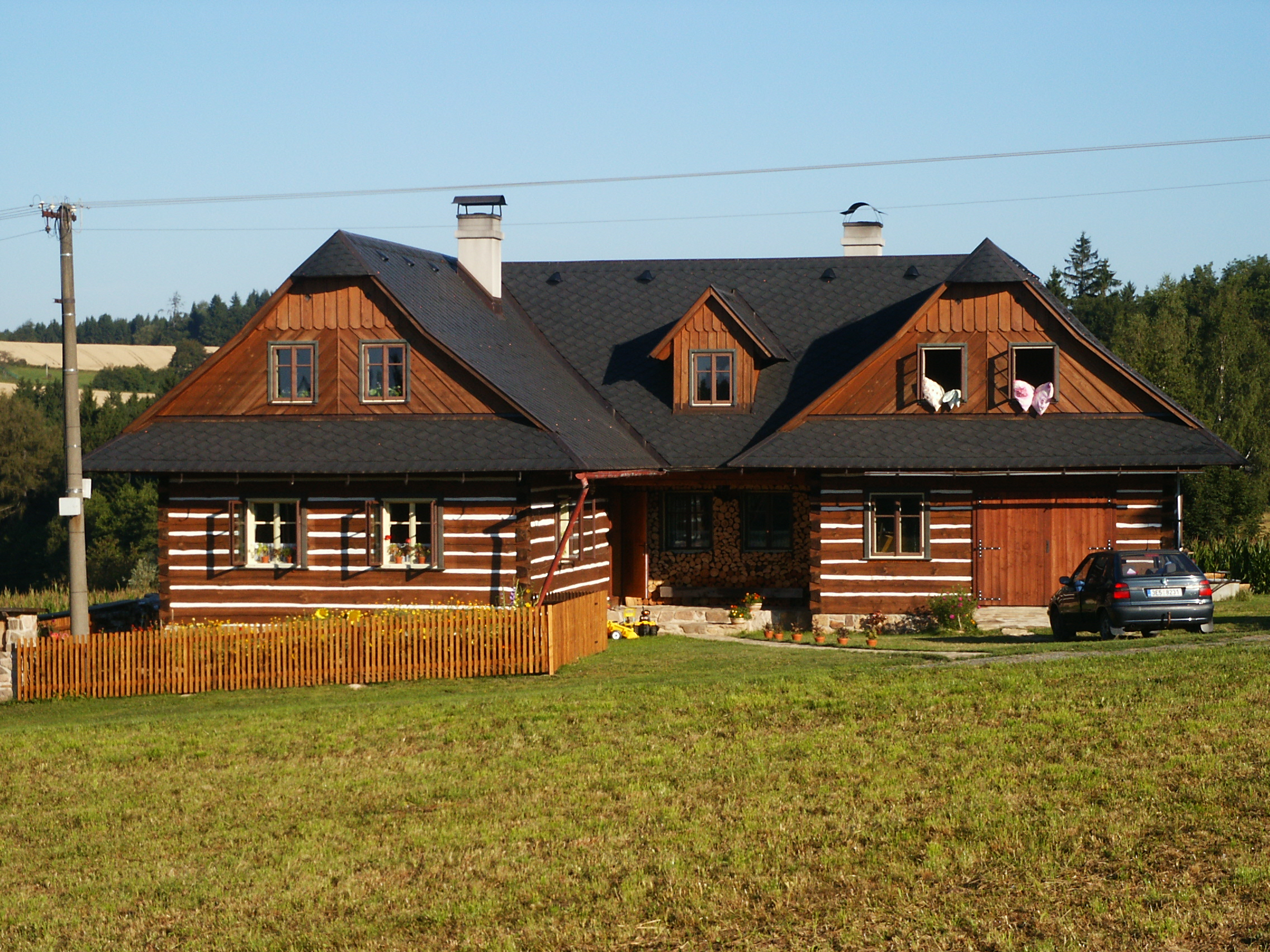
Moderní stavba v tradičním stylu (osada Betlém, Pustá Rybná na Vysočině)
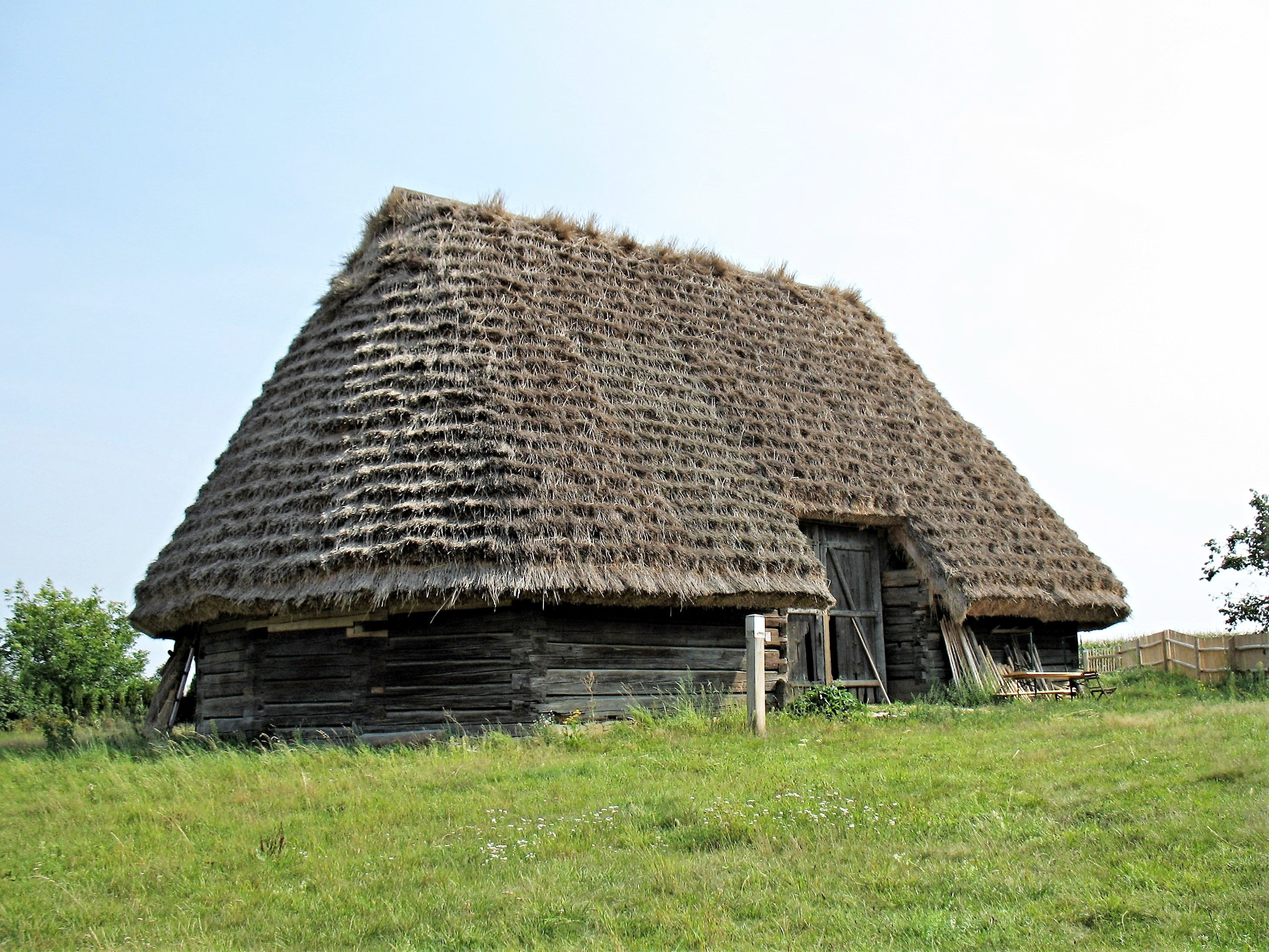
Polygonální stodola z Čisté, rekonstruovaná v Trstěnici (okres Svitavy)
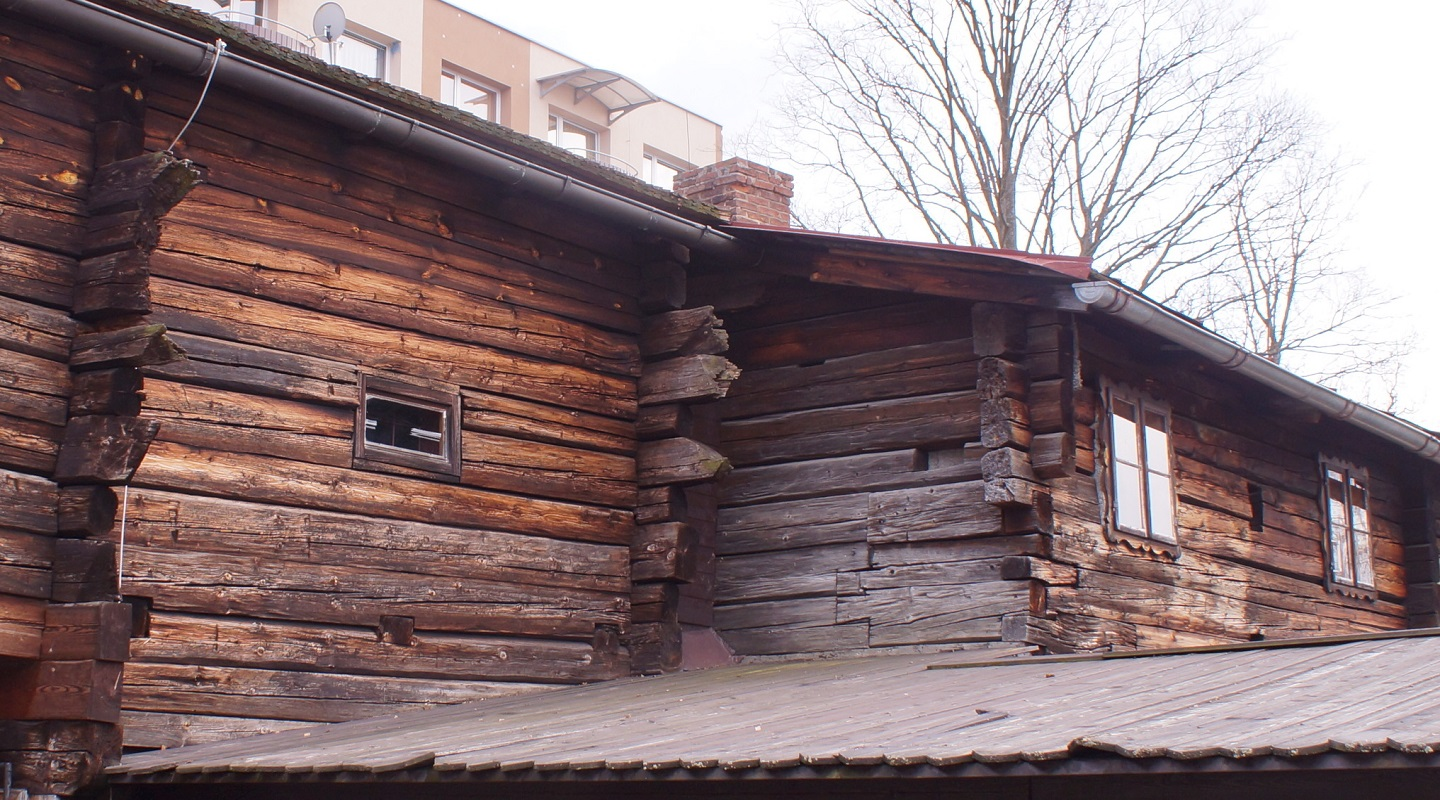
Detail stavby volarského domu (budova Městského muzea ve Volarech)
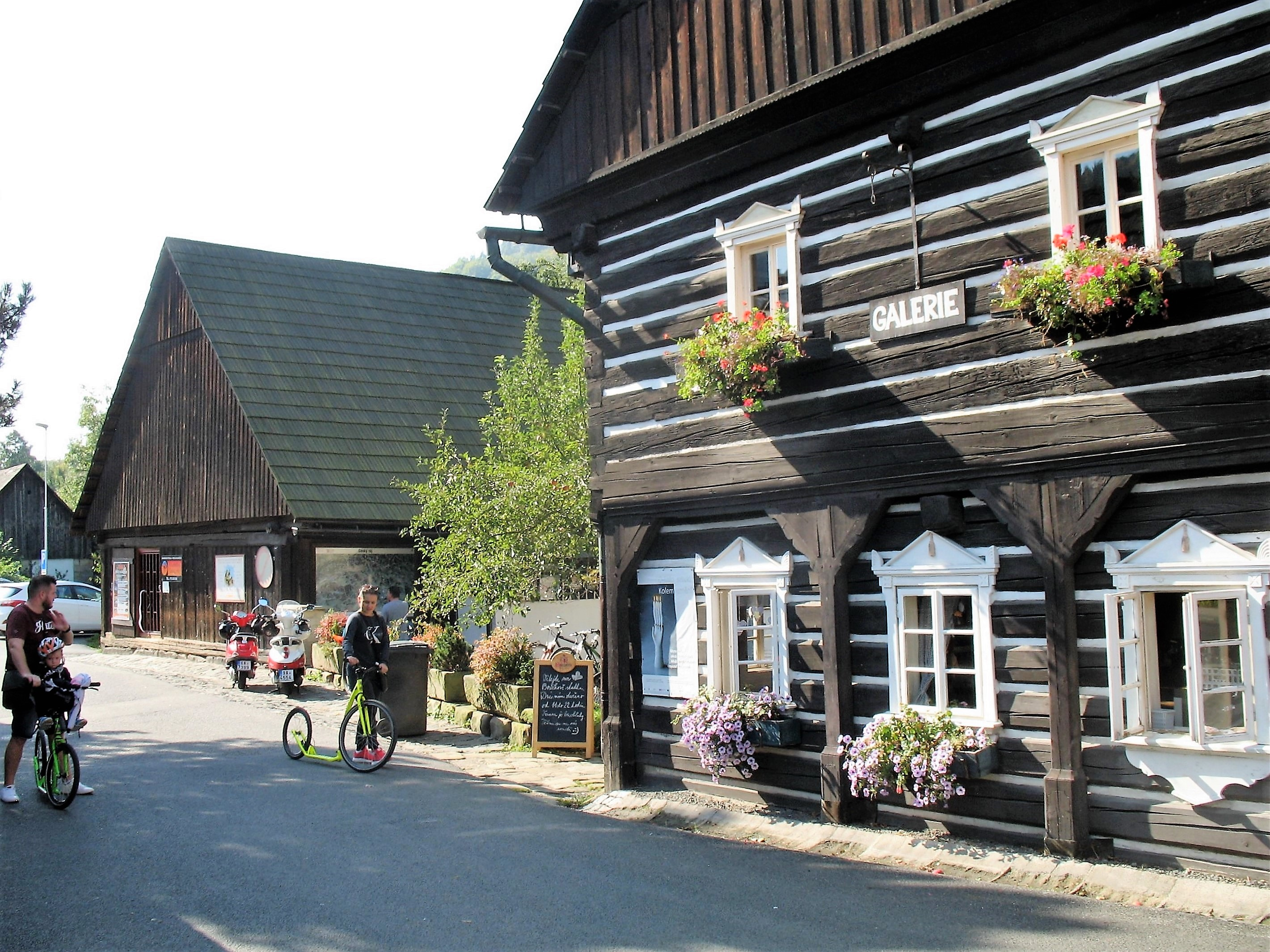
Boučkův statek v obci Malá Skála (okres Jablonec nad Nisou)
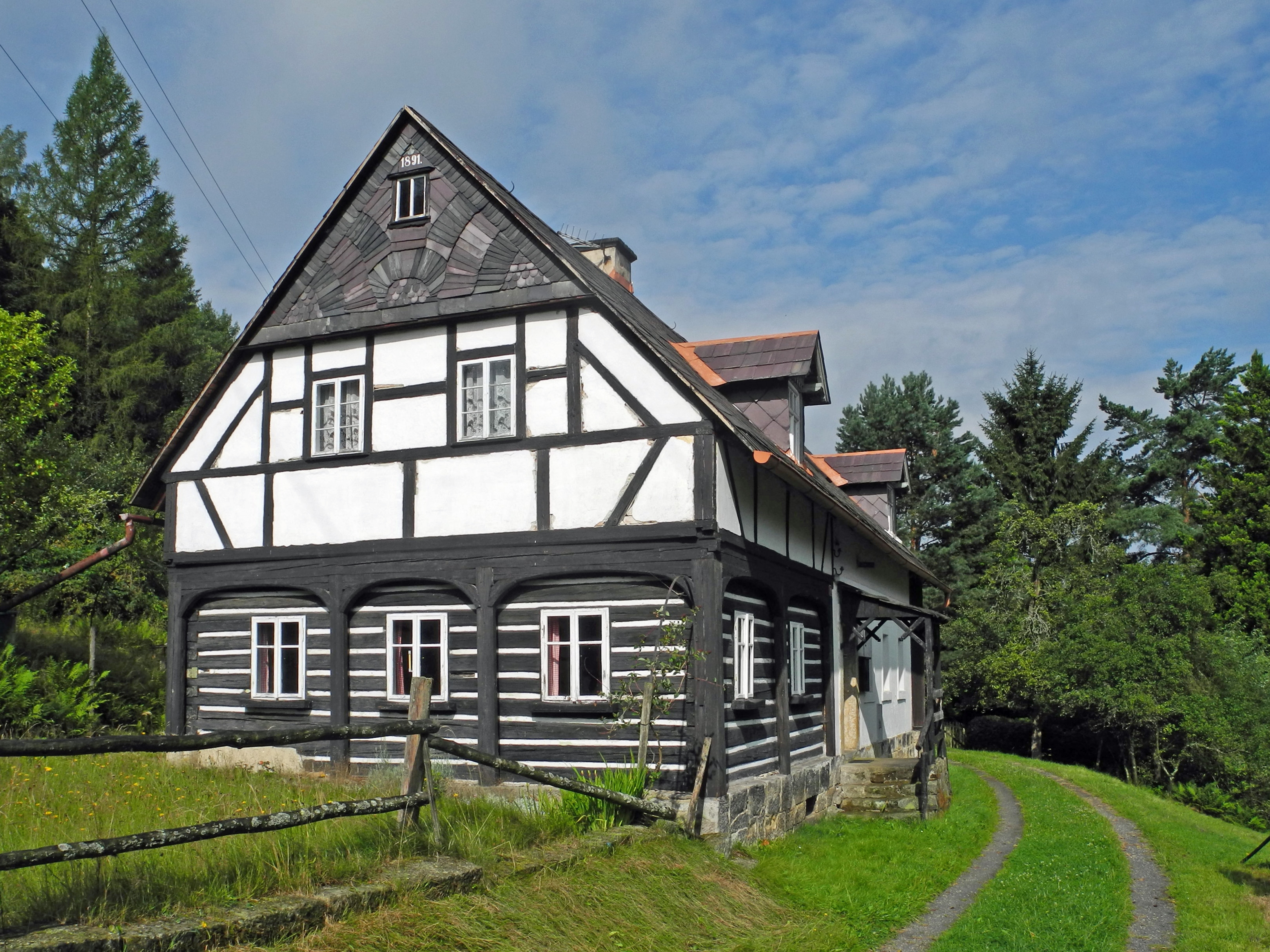
Podstávkový roubený a hrázděný dům čp. 11 v Kamenické Stráni (okres Děčín)
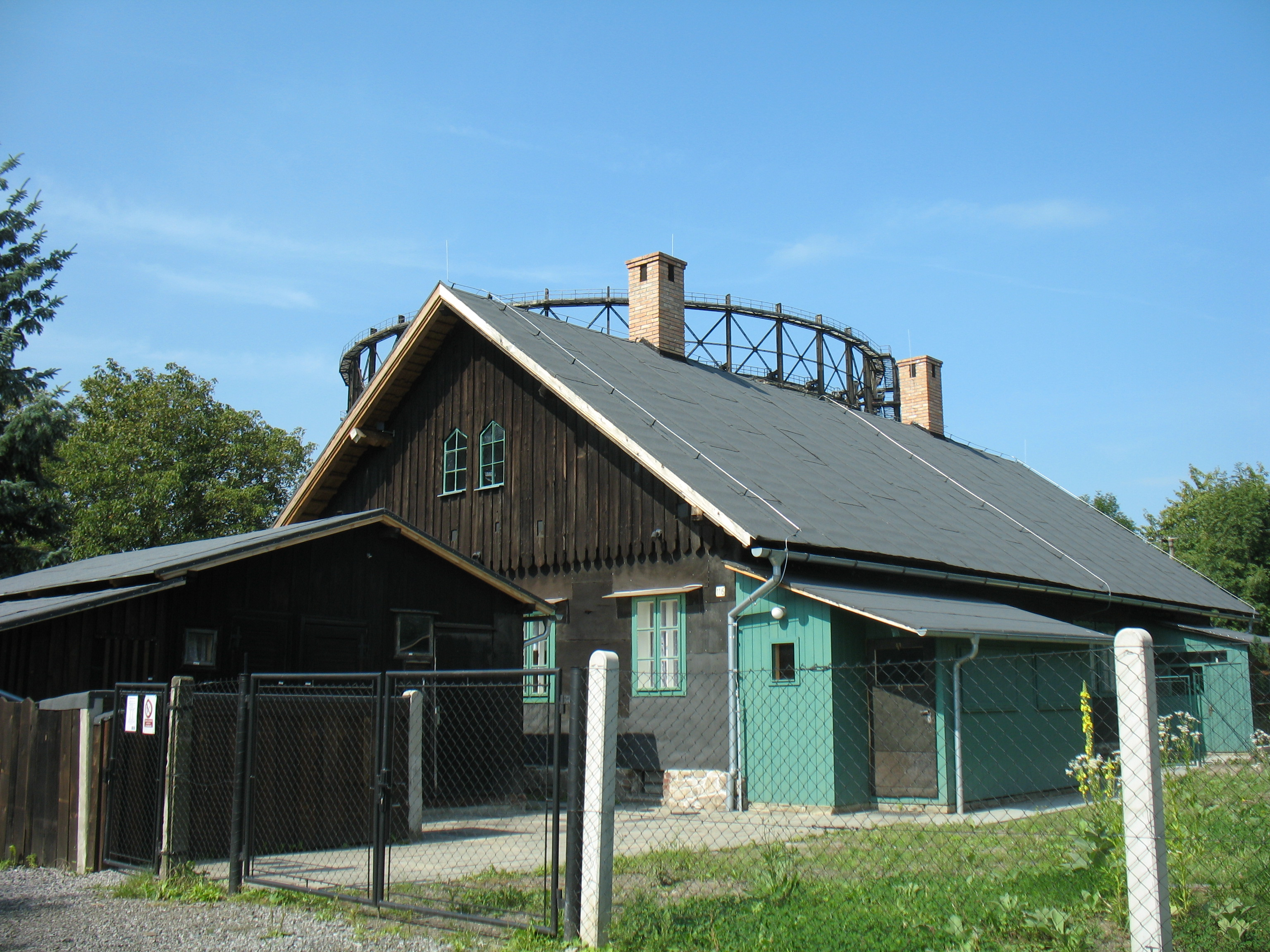
Dům čp. 116 z roku 1877, jeden ze dvou nejstarších objektů v dělnické kolonii Starý Borek v Třinci